# Ruiny kościoła Świętego Krzyża w Rumi
Ruiny cysterskiego kościoła w Rumi – dawny pocysterski kościół parafialny znajdujący się w mieście Rumia, w województwie pomorskim. Obecnie znajduje się w stanie ruiny. Znajduje się przy ulicy Kościelnej, pod numerem 19.

## Historia
Świątynia została zbudowana w XV wieku, w miejscu kościoła istniejącego już w wieku XIII, w 1945 obiekt uległ częściowemu zniszczeniu. Do lat dzisiejszych zachowały się szczątki murów prezbiterium wybudowanego w stylu późnogotyckim oraz fragment ściany północnej nawy najprawdopodobniej z XVIII wieku. Wokół kościoła znajdują się stare nagrobki z XIX i XX wieku.